# Зренянинская гимназия
Зре́нянинская гимна́зия — одна из самых старых гимназий в Сербии. Основана в 1846. году, и на сегодняшний день её завершило около 37 000 учеников. Директор школы — Милан Радакович, профессор истории. В школе обучается около 1050 учеников в 40 классах общего, социолингвистического и природно-математического уклона. Каждый год формируется класс, которая посещает занятия на венгерском языке, и один класс для учеников одаренных в области вычислительной техники и информатики.
В декабре 2004 Зренянинская гимназия включена в проект „Comeius Sokrates”, объединяющий школы из Германии, Венгрии, Словении, Польши и Италии.
В период с 1962 по 1993 гг. гимназия называлась „Коча Коларов”, в честь бывшего ученика этой гимназии Владимира Кочи Коларова (1914—1941), поэта и революционера.
Одним из преподавателей и директором гимназии в 1954-1977 годах был Иван Лерик, о котором был снят фильм.